# DBRS
La DBRS Morningstar è un'agenzia globale di rating del credito (Credit Rating Agency, CRA) statunitense, fondata nel 1976 a Toronto in Canada (originariamente nota con il nome di Dominion Bond Rating Service). DBRS è stata acquisita dalla società di servizi finanziari globali Morningstar Inc. nel 2019 per un ammontare di ca. 700 milioni di dollari. In seguito all'acquisizione, le attività di DBRS sono state integrate in Morningstar Credit Ratings, il settore di rating del credito di Morningstar Inc., dando vita a DBRS Morningstar. 
La società, assieme ai suoi maggiori concorrenti Standard & Poor’s, Moody's e Fitch Ratings, è una delle quattro CRA ad avere ricevuto il riconoscimento ECAI (External Credit Assessment Institution) dalla Banca Centrale Europea (BCE). 

## Storia
La società è stata fondata da Water Schroeder, il quale iniziò a delineare l’idea di business plan durante un viaggio verso Montreal con la famiglia. Schroeder ha sviluppato la società partendo da zero, avviandola con meno di 1.000$. Il primo ufficio fu aperto a Toronto, in uno piccolo spazio di 140 metri quadrati. DBRS è stata ceduta dalla famiglia Schroeder a The Carlyle Group e Warburg Pincus, che a sua volta ha ceduto l’azienda al suo attuale proprietario, Morningstar Inc.
Il 29 maggio 2019 Morningstar, Inc. ha annunciato di aver acquisito DBRS con una transazione di circa 700 milioni di dollari in contanti e azioni. L'acquisizione si è conclusa il 2 luglio 2019. Successivamente all'acquisizione di DBRS e Morningstar Credit Ratings, Detlef Scholz è stato nominato presidente della divisione di rating del credito.
Attualmente DBRS Morningstar ha un organico di circa 700 dipendenti a livello mondiale e si occupa della valutazione di oltre 3.000 gruppi di emittenti e di 60.000 titoli su scala mondiale.

## Descrizione

### Struttura aziendale ed operativa
DBRS Morningstar ha sedi a Toronto, New York, Chicago, Londra, Francoforte e Madrid ed è la quarta agenzia di valutazione in termini di quota di mercato globale, quota corrispondente a circa il 2% - 3% del totale. DBRS Morningstar è composta da quattro società affiliate, rispettivamente: DBRS Limited, DBRS, Inc., DBRS Ratings Limited e DBRS Ratings GmbH.
DBRS Limited è la società operativa in Canada, mentre DBRS, Inc. è la società operativa negli Stati Uniti. DBRS Ratings Limited è l'unità operativa con sede a Londra ed è il centro principale adibito alle operazioni europee dell'agenzia. DBRS Ratings GmbH è l'unità operativa tedesca, mentre DBRS Ratings GmbH, Sucursal en España è la società operativa in Spagna.

### Rating
DBRS Morningstar fornisce servizi di rating indipendenti a istituti finanziari, società private, stati sovrani e a prodotti di finanza strutturata, coprendo tutte le aree geografiche in cui è operativa.
I rating sono giudizi che forniscono una previsione del rischio di insolvenza di un’entità o di un titolo e ne riflettono l’affidabilità creditizia. Il processo di emissione del rating viene finalizzato attraverso un Comitato di Rating che, prendendo la sua decisione, assicura una valutazione collettiva. I rating sono basati su una serie di informazioni e dati, puntuali e d’insieme, elaborati seguendo metodologie approvate e hanno il carattere di indipendenza da qualsiasi potenziale o effettivo conflitto di interesse.
Le valutazioni emesse dalle CRA riconosciute possono essere utilizzati dalla BCE nella determinazione del collaterale necessario per ottenere un prestito dalla BCE. Negli ultimi anni, le valutazioni di DBRS Morningstar su nazioni sovrane, tra cui Portogallo, Irlanda ed Italia, sono stati utilizzati dalla BCE a tale scopo.

### Viewpoint
Viewpoint (precedentemente conosciuta come iReports) è una piattaforma online lanciata nel 2016 che fornisce accesso interattivo alle informazioni relative alle operazioni di Commercial Mortgage Backed Securities (CMBS), oltre che a commentari e lavori predisposti da DBRS Morningstar per le operazioni da essa retate. Gli utenti della piattaforma hanno accesso a maggiori informazioni e dati supportanti l’analisi, garantendo trasparenza. La piattaforma è simile a quella offerta da altre aziende di analisi finanziarie, tra cui spicca quella di Bloomberg.

### Regolamentazione
In Canada DBRS Morningstar è regolamentata dai Canadian Securities Administrators, il cui principale è OSC. Le agenzie di rating devono essere registrate in qualità di designated rating organization affinché le loro valutazioni possano essere utilizzate conformemente alle norme.
Negli Stati Uniti DBRS Morningstar è regolamentata dalla SEC, che, ai sensi del Dodd-Frank Act, ha introdotto ulteriori norme che impongono alle agenzie di rating determinati requisiti di governance e trasparenza in merito soprattutto ai conflitti di interesse e alla misurazione delle performance. DBRS Morningstar è registrata presso la U.S. Securities and Exchange Commission (SEC) in qualità di Nationally Recognized Statistical Rating Organization (NRSRO), ai sensi del Credit Rating Agency Reform Act del 2006 (CRA Reform Act) e delle relative regolamentazioni adottate a partire da quel momento. DBRS Morningstar fa parte delle sole dieci società registrate.
In Europa DBRS Morningstar è regolamentata dall’European Securities and Markets Authority (ESMA) e The Financial Conduct Authority. Norme aggiuntive, quali, ad esempio, il c.d. Regolamento CRA III, sono state introdotte dall’autorità e si sono concentrate soprattutto sul garantire l’aumento della concorrenza nel mercato, della trasparenza e del carattere di indipendenza dei rating emessi, sul garantire un approccio standardizzato nell’emissione dei rating sovrani, aggiungendo nuove responsabilità in capo alle agenzie.
DBRS Morningstar è registrata in qualità di CRA presso l’Unione Europea (UE) ai sensi del Regolamento (CE) n. 1060/2009 del Parlamento Europeo, modificato dai Regolamenti (UE) n. 513/2011 e n. 462/2013 sulle CRA. DBRS Morningstar è registrata presso la Ontario Securities Commission (OSC) in Canada.